# エミール・パラディール

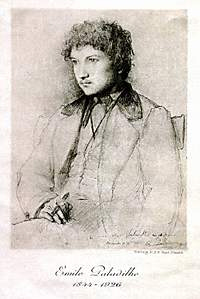
エミール・パラディール

エミール・パラディール（Émile Paladilhe, *1844年6月3日 モンペリエ ‐ 1926年1月6日 ルーアン）は、フランスのベル・エポックの作曲家。

## 略歴
音楽愛好家の医師の家庭に生まれ、モンペリエ大聖堂のオルガニスト、セバスティアン・ボワクセ師（Dom Sébastien Boixet）の早期教育で音楽を学ぶ。早くから際立った楽才を発揮したため、ボワクセは、9歳のパラディールを神童としてパリ音楽院に推薦状を送った。パラディール少年は家族に連れられ南仏からパリに上京して、10歳でパリ音楽院に入学。アントワーヌ・フランソワ・マルモンテルにピアノを、フランソワ・ブノワにオルガンを、ジャック・フロマンタル・アレヴィに作曲を師事した。
在学中に、ジョルジュ・ビゼーと親交を結び、新進気鋭の演奏家および作曲家として活動に入る。15歳でパリのサル・アンリ・エルツでピアノの演奏会を開き、1860年にはカンタータ《イワン4世》により、16歳にして、アドルフ・デランドルとイシドール・ルグイを破ってローマ大賞作曲部門の史上最年少受賞者となった。3年間ローマのメディチ荘に逗留した後、パリに戻るとオペラ作曲家として活動に入った。1872年にオペラ＝コミック座で初演されたオペラ《留め金（Le Passant）》は出世作となり、数々のオペレッタの中でも、ヴィクトリアン・サルドゥーとルイ・ガレの台本による《祖国よ（Patrie!）》は最大の成功を収めた。年長の作曲家シャルル・グノーとも交友関係を結んでいる。
一方でパラディールは教会音楽家としても重要で、幅広い宗教曲（カンタータ、モテット、ミサ曲）を作曲した。中でもガレの作詞によるオラトリオ《マリアという名の海の聖女たち（Les Saintes-Marie de la Mer）》は、パラディールの最も重要な宗教曲と看做されており、1892年にフランソワ・ボルヌの指揮で郷里モンペリエで初演された。《アッシジの聖フランチェスコのミサ（Messe de St François d'Assise）》は、1896年にサントゥスタシュ教会で初演されている。
そのほかにパラディールは、交響曲やその他の管弦楽曲に加えて、多数のピアノ曲や声楽曲を作曲した。但し今なお上演されるのは、独唱用の歌曲と、1898年に作曲された《オーボエのための独奏曲（Solo pour hautbois）》（またの名を《演奏会用独奏曲（Solo de concert）》）にすぎない。
一時期は協力者の声楽家セレスティーヌ・マリエと愛人関係にあったが、1889年に、台本作家でアカデミー・フランセーズ会員のエルネスト・ルグヴェの娘、ジョルジーナ（Georgina Legouvé）と結婚し、2児を儲けた。息子ジャン（Jean Paladilhe）は60年間にわたってギュスターヴ・モロー美術館の管理責任者を務め、ジャンの子で孫ドミニク（Dominique Paladilhe）は、古代ローマについての歴史小説で名を揚げた。

## 主要作品一覧

### 歌劇
- アビドスの許嫁（La Fiancée d'Abydos） （1864年-66年、断章）
- 1幕のオペラ・コミック《留め金》（Le Passant, opéra-comique en un acte） （台本：F.コペー、初演：1872年4月24日オペラ・コミック座）
- 2幕のオペラ・コミック《アフリカの恋》（L'Amour Africain, opéra-comique en deux actes） (台本：ルグヴェ、初演：1875年5月8日オペラ・コミック座）
- 3幕のオペラ・コミック《シュザンヌ》（Suzanne, opéra-comique en trois actes） （台本：ド・ロクロワとコルモン、初演：1878年12月30日オペラ・コミック座）
- 3幕の歌劇《ダリラ》（Dalila, opéra en trois actes） （台本：フイエとガレ、作曲：1895年～1896年、未上演）
- 3幕のオペラ・コミック《ディアナ》（Diana, opéra-comique en trois actes） （台本：レニエとノルマン、初演：1885年2月23日、オペラ・コミック座）
- 5幕の抒情劇《祖国（英語版）》（Patrie!, drame lyrique en cinq actes） （台本：サルドゥとガレ、作曲：1886年、初演：モンペリエ、1892年）
- 4幕の歌劇《ヴァニナ》（Vanina, opéra en quatre actes） （台本：ルグヴェとガレ、作曲：1887年から1890年の間、未上演）

### 宗教曲
- 4声の独唱と二重合唱のための《荘厳ミサ曲 第1番（1ère Messe solennelle, pour 4 voix et double choeur）》（1857年）
- 《アッシジの聖フランチェスコのためのミサ曲（荘厳ミサ曲 第2番） （2ème Messe solennelle à St-François d'Assise）》（管弦楽伴奏、1861年）
- 《聖霊降臨祭のミサ曲（荘厳ミサ曲 第3番） （3ème Messe solennelle de Pentecôte）》（管弦楽伴奏、1898年）
- 2声のための《キリエとグローリア（Kyrie et Gloria pour 2 voix）》 （1904年）
- 4つの楽章によるプロヴァンスの伝説《マリーという名の海の聖女たち（Les Saintes Maries de la Mer, légende de Provence en quatre parties）》 （1892年）
- 聖母哀傷（Stabat mater） （1903年）
- 救世主讃歌（Hymne au Christ） （1906年）

### 声楽曲
- カンタータ《イワン4世（Ivan IV）》（ローマ大賞受賞作、1860年）
- メゾソプラノのための歌曲《マンドリン弾きの女（Mandolinata）》 mélodie pour mezzo-soprano, reprise dans Le Passant

### その他
- 交響曲（Symphonie） （1862年-1863年）
- 管弦楽のための《祭りの行進曲》（Marche de fête pour orchestre） （1904年）
- オーボエとピアノ伴奏のための演奏会用独奏曲　(Solo de Concert) （1898年）パリ音楽院卒業試験曲